# Liste der Biografien/Rok
Liste der Biografien |
Portal Biografien |
Personensuche
# |
A |
B |
C |
D |
E |
F |
G |
H |
I |
J |
K |
L |
M |
N |
O |
P |
Q |
R |
S |
T |
U |
V |
W |
X |
Y |
Z |
?
 
Ra |
Rb |
Rd |
Re |
Rh |
Ri |
Rj |
Rk |
Rl |
Rm |
Rn |
Ro |
Rr |
Rs |
Rt |
Ru |
Rv |
Rw |
Rx |
Ry |
Rz
 
Roa |
Rob |
Roc |
Rod |
Roe |
Rof |
Rog |
Roh |
Roi |
Roj |
Rok |
Rol |
Rom |
Ron |
Roo |
Rop |
Roq |
Ror |
Ros |
Rot |
Rou |
Rov |
Row |
Rox |
Roy |
Roz 
Die Liste der Biografien führt alle Personen auf, die in der deutschsprachigen Wikipedia einen Artikel haben. Dieses ist eine Teilliste mit 66 Einträgen von Personen, deren Namen mit den Buchstaben „Rok“ beginnt.

## Rok

### Roka
- Róka, Antal (1927–1970), ungarischer Geher
- Roka, Eaden (* 2007), österreichischer Fußballspieler
- Róka, Mária (1940–2021), ungarische Kanutin
- Rokach, Jisra’el (1896–1959), israelischer Politiker, Minister und Knesset-Abgeordneter
- Rokahr, Burkhardt (* 1947), deutscher bildender Künstler
- Rokahr, Gerd (* 1942), deutscher Maler und Autor
- Rokahr, Tobias (* 1972), deutscher Komponist, Dirigent und Hochschulprofessor
- Rokaly, Norbert (* 1996), rumänischer Eishockeyspieler
- Rokaly, Szilárd (* 1998), rumänischer Eishockeyspieler
- Rokassowski, Platon Iwanowitsch (1800–1869), russischer General
- Rokavec, Zorana (* 2004), serbische Hochspringerin

### Roke
- Roke, Sylvie (* 1977), niederländische Physikerin und Chemikerin, Direktorin des Max-Planck-Instituts für Metallforschung
- Rokeach, Milton (1918–1988), US-amerikanischer Sozialpsychologe
- Rokeach, Schalom (1779–1855), chassidischer Zaddik
- Rokeah, David (1916–1985), israelischer Dichter
- Rokeby, Thomas († 1357), englischer Militär und Beamter
- Röken, Stephan (* 1963), deutscher Diplomat
- Röken, Werner (1917–1972), deutscher Arzt und Standesfunktionär
- Röken, Wolfgang (* 1943), deutscher Politiker (SPD), MdL
- Roker, Mickey (1932–2017), US-amerikanischer Jazzschlagzeuger
- Roker, Roxie (1929–1995), US-amerikanische SchauspielerinRoxie Roker (1929–1995)

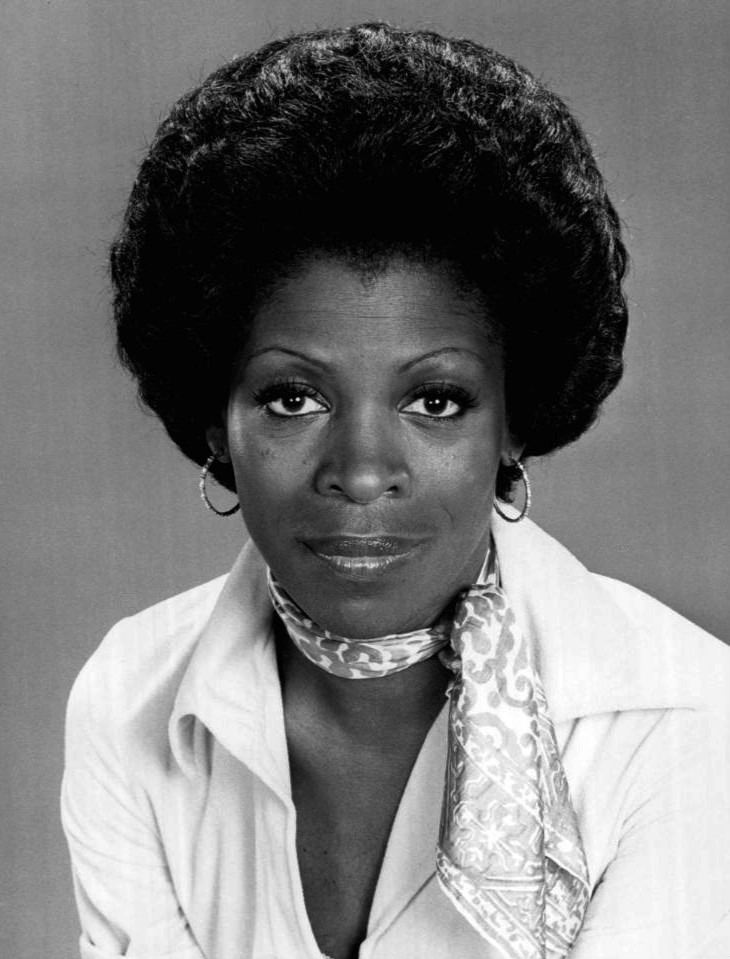
Roxie Roker (1929–1995)

### Rokh
- Rokha, Pablo de (1895–1968), chilenischer Dichter

### Roki
- Rokicki, Konstanty (1899–1958), polnischer Holocaust-Retter
- Rokicki, Michał (1984–2021), polnischer Schwimmer
- Rokita, Anna (* 1986), österreichische Eisschnellläuferin
- Rokita, Jan (* 1959), polnischer Politiker (Platforma Obywatelska), Mitglied des Sejm
- Rokita, Joseph (1811–1887), Bauingenieur in kursächsischen Diensten
- Rokita, Nelli (* 1957), polnische Politikerin, Mitglied des Sejm
- Rokita, Richard (1894–1976), deutscher SS-Untersturmführer und Stellvertreter des Lagerkommandanten Zwangsarbeitslager Lemberg-Janowska
- Rokita, Todd (* 1970), US-amerikanischer Politiker der Republikanischen Partei
- Rokitansky, Carl von (1804–1878), österreichischer Pathologe, Politiker und Philosoph
- Rokitansky, Hans von (1835–1909), österreichischer Opernsänger (Bass) und Gesangspädagoge
- Rokitansky, Marie von (1848–1924), österreichische Kochbuchautorin
- Rokitansky, Viktor (1836–1896), österreichischer Opernsänger und Gesangspädagoge

### Rokk
- Rökk, Marika (1913–2004), deutsch-österreichische Filmschauspielerin, Sängerin und TänzerinMarika Rökk (1913–2004)

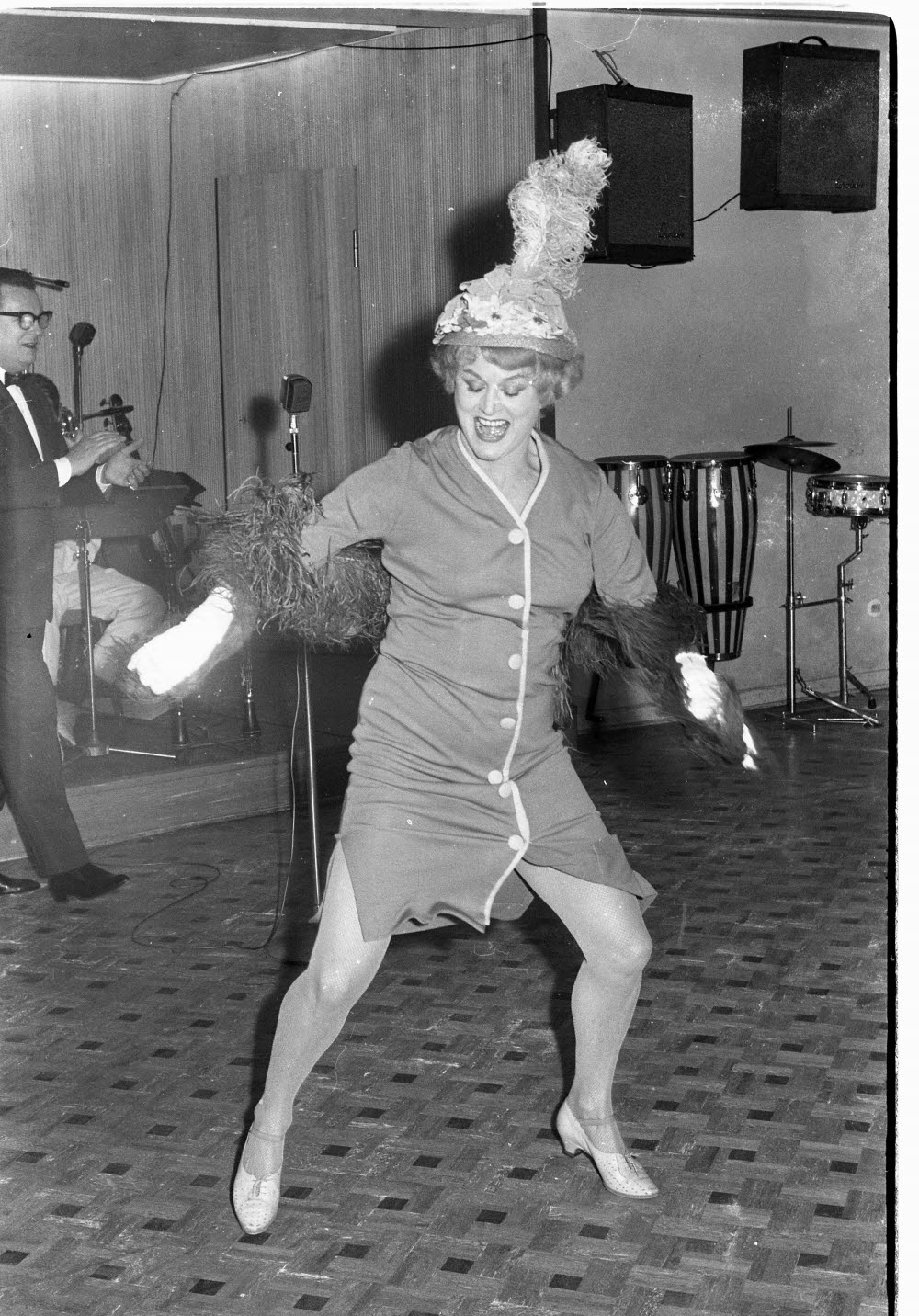
Marika Rökk (1913–2004)

- Rokka, Olavi (1925–2011), finnischer Moderner Fünfkämpfer
- Rokkaku, Shisui (1868–1950), japanischer Kunsthandwerker
- Rokkan, Stein (1921–1979), norwegischer Soziologe
- Rokke, Kathrine (* 1970), norwegische Skilangläuferin
- Røkke, Kjell Inge (* 1958), norwegischer Geschäftsmann
- Røkke, Mona (1940–2013), norwegische konservative Politikerin, Mitglied des Storting und Juristin
- Rokken, Imre (1903–1925), ungarischer Fußballspieler
- Rökker, Heinz (1920–2018), deutscher Pilot und Luftfahrtautor

### Rokl
- Rokl, Rudolf (1941–1997), tschechischer Jazzmusiker (Piano, Komposition und Arrangement)

### Rokn
- Rokne, Marianne (* 1978), norwegische Handballspielerin
- Roknolmolk (1839–1914), persischer Politiker und Lyriker

### Roko
- Rokob, Magdolna (* 1957), ungarische Filmeditorin
- Rokocoko, Joe (* 1983), neuseeländischer Rugby-Union-Spieler
- Rokohl, Patrick (* 1988), deutscher Boxer
- Rokos, Agner (* 1958), dänischer Generalmajor und stellvertretender Kommandierender General des Multinationalen Korps Nord-Ost
- Rokos, Will (* 1965), US-amerikanischer Drehbuchautor, Schauspieler und Filmproduzent
- Rokosch, Ernst (* 1889), deutscher Fußballspieler
- Rokossowski, Konstantin Konstantinowitsch (1896–1968), sowjetischer und polnischer MarschallKonstantin Konstantinowitsch Rokossowski (1896–1968)

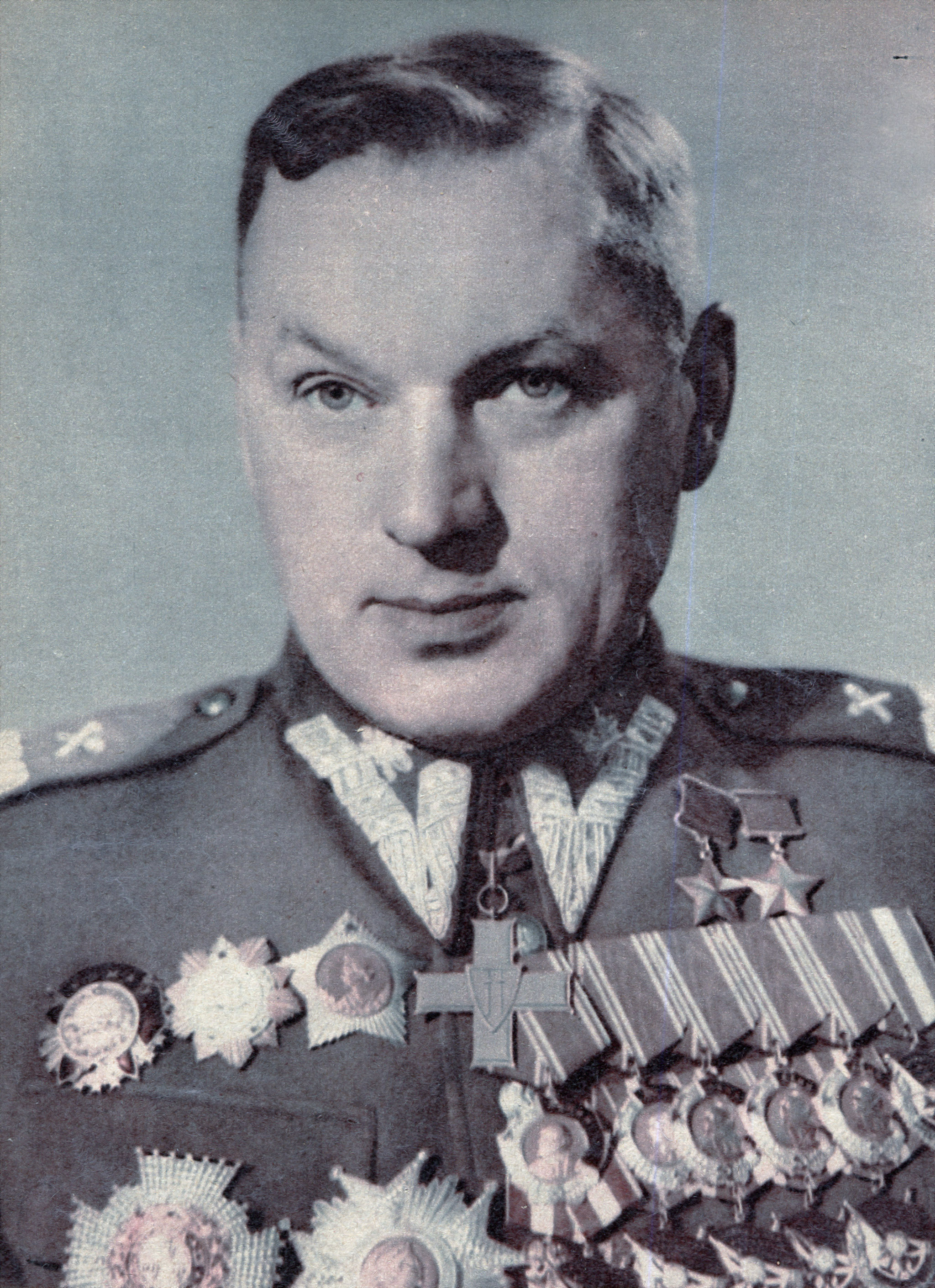
Konstantin Konstantinowitsch Rokossowski (1896–1968)

- Rokotow, Fjodor Stepanowitsch († 1808), russischer Porträtmaler des Rokoko
- Roković, Bora (1925–2006), jugoslawischer Jazzmusiker

### Roks
- Roks, Thijs (1930–2007), niederländischer Radrennfahrer
- Rõks, Voldemar (1900–1941), estnischer Fußballspieler und Leichtathlet
- Rokseth, Yvonne (1890–1948), französische Musikwissenschaftlerin, Hochschullehrerin und Bibliothekarin, Organistin und Komponistin
- Røksund, Birgitte (* 1985), norwegische Biathletin

### Roku
- Rokuhana, Chiyo, japanische Manga-Zeichnerin
- Rokujō (1164–1176), 79. Kaiser von Japan (1165–1168)
- Rokutan, Yūji (* 1987), japanischer Fußballspieler

### Rokv
- Rokvić, Mane († 1944), Führer serbischer Tschetniks im Zweiten Weltkrieg und Kriegsverbrecher
- Rokvić, Marinko (1954–2021), bosnischer Sevdalinka-Sänger

### Roky
- Rokycana, Jan († 1471), tschechischer Theologe, gewählter, jedoch nicht anerkannter Erzbischof von Prag; Administrator der utraquistischen Kirche
- Rokyzkyj, Mykola (1901–1944), ukrainischer Maler